# Christopher Walking
«Christopher Walking» — дрилл песня американского рэпера Pop Smoke. Она вышла 16 января 2020 года в качестве сингла на лейблах Victor Victor Worldwide Inc. и Republic Records. Она так же является лид-синглом с микстейпа Meet the Woo 2. Песня была написана Pop Smoke вместе с Дерриком Грейем, Диланом Клири Креллом и продюсерами CashMoneyAP (Алексом Петитом) и WondaGurl (Эбони Ошунринд). В тексте песни Pop Smoke сравнивает себя с Фрэнком Уайтом, персонажем, которого сыграл Кристофер Уокен в американском криминальном триллере 1990 года «Король Нью-Йорка».
В песне интерполирован текст сингла 50 Cent «Window Shopper». Песня Смоука получила в целом положительные отзывы от музыкальных критиков, некоторые из них высоко оценили ее текст. В тот же день, когда вышел сингл, был выпущен сопроводительный клип, режиссером которого выступил Бреннан Роу. В клипе Поп Смоук ездит по Нью-Йорку, встречаясь с поклонниками, и снимает исторических деятелей Америки.

## История
Pop Smoke представил сниппет песни в Instagram за несколько дней до релиза. Поклонники заметили, что Pop Smoke критикует бруклинских рэперов Casanova и Smoove L в тексте песни. Песня была написана Pop Smoke, известным как Башар Джексон, вместе с Алексом Петитом, Эбони Ошунринд, Дерриком Греем и Диланом Клири Креллом. Первые двое из этой четверки, выступающие под сценическими псевдонимами CashMoneyAP и WondaGurl, занимались продюсированием песни, в то время как первый был указан как ее программист. Кори Нутил занимался записью песни, а Джесс Джексон занимался сведением. Сэйдж Скофилд был указан как помощник инженера по сведению.
«Christopher Walking» вышла 16 января 2020 года в качестве сингла на лейблах Victor Victor Worldwide Inc. и Republic Records. Она так же является лид-синглом с микстейпа Meet the Woo 2.
В музыкальном плане «Christopher Walking» — это дрилл-трек. В тексте песни Pop Smoke сравнивает себя с Фрэнком Уайтом, персонажем, которого сыграл Кристофер Уокен в американском криминальном триллере 1990 года «Король Нью-Йорка». В нем заметно интерполирован текст песни 50 Cent «Window Shopper», ставшей хитом в 2005 году. Pop Smoke читает о том, как он стреляет в своих врагов на улицах, а также упоминает о своей любви к Dior и ювелирным украшениям. Рид Джексон из журнала Pitchfork заявил, что в тексте Pop Smoke угрожает кому-то дракой, заявляя, что хочет «связать этого парня, как ковбой».

## Критика и оценки
«Christopher Walking» получила в основном положительные отзывы музыкальных критиков. Бьянка Грейси из журнала Paper назвала песню «хитом, от которого голова идет кругом». Эрин Лоуэрс, пишущая для Exclaim!, назвала трек «свежим» и сказала, что «это — сильно, коротко и ясно». Сотрудники HipHopDX оценили песню как «танцевальный гимн бруклинского дрилла». Кортни Уинтер из GRM Daily заявила, что песня представляет собой «мощный бит от Cashmoney AP с присущим ему [Смоуку] отчетливым низким тоном и хвастливыми текстами». Торстен Ингвальдсен из Hypebeast назвал песню «с характером». Гэри Суарез из Entertainment Weekly назвал её одним из самых ярких треков с Meet the Woo 2.

## Музыкальное видео
Музыкальное видео на «Christopher Walking» было выпущено в тот же день, что и песня. Режиссером видео выступил Бреннан Роу. В нем Pop Smoke разъезжает по Нью-Йорку, демонстрируя свое чувство стиля и наряд, встречается с поклонниками. Позже в видеоролике демонстрируются архивные кадры о Малкольме Икс, протестах «Черных Пантер» и других исторических деятелях черной Америки.